# Де Мойн (Вашингтон)
Вижте пояснителната страница за други значения на Де Мойн.
Де Мойн (на английски: Des Moines) е град в окръг Кинг, щата Вашингтон, САЩ. Де Мойн е с население от 29 267 жители (2000) и обща площ от 16,4 km². Намира се на 28 m надморска височина. ЗИП кодът му е 98148, 98198, а телефонният му код е 206.